# Майя Казан
Майя Казан (англ. Maya Kazan; (24 листопада 1986 , Лос-Анджелес, Каліфорнія ) — американська акторка театру і кіно, найбільш відома своєю роллю Елеонор Геллінгер у телесеріалі «Лікарня Нікербокер» (2014—2015).

## Життєпис
Майя народилася 24 листопада 1986 року в Лос-Анджелесі. Донька сценаристів Ніколаса Казана та Робін Свайкорд, молодша сестра актриси Зої Казан, онука режисера Еліа Казана.
Її акторський дебют відбувся у 2008 році, кілька років вона знімалася у короткометражках . Здобула популярність завдяки ролям у фільмі « Мила Френсіс», серіалах " Лікарня Нікербокер " та « Підпільна імперія» .
У 2015 році отримала премію " Супутник " у категорії " Найкращий акторський ансамбль у телесеріалі ".

## Фільмографія
| Рік       |    | Українська назва          | Оригінальна назва                 | Роль               |
| --------- | -- | ------------------------- | --------------------------------- | ------------------ |
| 2008      | кф | Крісті Меї                | Christie Mae                      | Крісті Меї         |
| 2008      | кф | Ленор                     | Lenore                            | Ленор              |
| 2009      | кф | Я ніколи не посміхатимуся | I'll Never Smile Again            | Емі                |
| 2011      | кф | Кохання довше життя       | Love Is Like Life But Longer      | молода черниця     |
| 2011      | кф | Три речі                  | Three Things                      | дівчина            |
| 2012      | кф | Судовий поєдинок          | Trial by Combat                   | Емілі              |
| 2012      | ф  | Щодня субота              | Everyday Saturday                 | Ханна              |
| 2012      | ф  | Френсіс Ха                | Frances Ha                        | Керолайн           |
| 2013      | тф | Місто компаній            | Company Town                      | Марла              |
| 2014      | с  | Підпільна імперія         | Boardwalk Empire                  | Мейбл Джефрис      |
| 2014—2015 | с  | Лікарня Нікербокер        | The Knick                         | Елеанор Геллінджер |
| 2015      | ф  | Призма                    | Prism                             | Джевелс            |
| 2015      | с  | Проєкт «Мінді»            | The Mindy Project                 | Клара              |
| 2015—2016 | с  | Сонна лощина              | Sleepy Hollow                     | Зої Коринт         |
| 2015—2017 | с  | З: Початок всього         | Z: The Beginning of Everything    | Ліві Харт          |
| 2015      | кф | Де зберігався гострий ніж | Where the Sharpest Knife was Kept | Карла              |
| 2016      | ф  | Кривавий Місяць           | Blood Moon                        | Маня               |
| 2017      | с  | Незаймана Джейн           | Jane The Virgin                   | Хлої Ліланд        |
| 2017      | ф  | Проспекти                 | Avenues                           | Меггі              |
| 2017—2018 | с  | Мозаїка                   | Mosaic                            | Лаура Харлі        |
| 2018      | ф  |                           | The Unicorn                       | Кеті               |
| 2018      | с  | Самозванці                | Imposters                         | Кім Баллок         |
| 2018      | тф |                           | Hammerhead                        | Марсі              |
| 2019      | ф  | Плюс один                 | Plus One                          | Шейна              |
| 2019      | ф  |                           | Late Lunch                        | Керолайн           |
| 2019      | с  | Особисте життя            | Love Life                         | Емілі Хекстон      |
| 2020      | с  | Повернення додому         | Homecoming                        | Кайя               |
| 2020      | ф  | Невдахи проти прибульця   | Useless Humans                    | Венді              |
| 2020      | ф  |                           | Love Is Love Is Love              | Керолайн           |
| 2020      | с  | Утопія                    | Utopia                            | Олівія             |
| 2021      | ф  | Дрібниці                  | Little Things                     | Ронда Ретбан       |
| 2021      | ф  |                           | Alia's Birth                      | Дженна             |